# Luca Cigarini
Luca Cigarini est un footballeur italien né le 20 juin 1986 à Montecchio Emilia. Il évolue au poste de milieu de terrain.
Formé à Parme, il est considéré comme l'un des grands espoirs du football italien au début de sa carrière.
Son premier match en Serie A a lieu le 17 septembre 2005 lors du match Parme-Empoli (1-0).
Après une saison sous le maillot du SSC Naples, il est prêté (pour 350 000 € + 75 000 € en cas de qualification pour la Ligue des champions) par le club napolitain pour un an avec option d'achat de sept millions d'euros au FC Séville.
Il est le vice-capitaine de l'équipe derrière Germán Denis.

## Statistiques
| Saison      | Club                  | Pays    | Division  | Championnat        | Coupe d'Europe         | Équipe d'Italie |
| ----------- | --------------------- | ------- | --------- | ------------------ | ---------------------- | --------------- |
| 2004 - 2005 | Sambenedettese (prêt) | Italie  | Serie C1  | 33 matchs / 4 buts | -                      | -               |
| 2005 - 2006 | Parme FC              | Italie  | Serie A   | 17 matchs          | -                      | -               |
| 2006 - 2007 | Parme FC              | Italie  | Serie A   | 21 matchs / 1 but  | 6 matchs (C3)          | -               |
| 2007 - 2008 | Parme FC              | Italie  | Serie A   | 32 matchs / 3 buts | -                      | -               |
| 2008 - 2009 | Atalanta Bergame      | Italie  | Serie A   | 23 matchs / 3 buts | -                      | -               |
| 2009 - 2010 | SSC Naples            | Italie  | Serie A   | 28 matchs / 2 buts | -                      | -               |
| 2010 - 2011 | FC Séville            | Espagne | Liga BBVA | 6 matchs           | 6 matchs / 2 buts (C3) | -               |
| 2011 - 2012 | Atalanta Bergame      | Italie  | Serie A   | 32 matchs / 1 but  | -                      | -               |
| 2012 - 2013 | Atalanta Bergame      | Italie  | Serie A   | 8 matchs / 2 buts  | -                      | -               |

## Palmarès
Néant